# Цзо (фамилия)
Цзо (Zuo) — китайская фамилия (клан). 左 — левый.

## Известные Цзо 左
- Цзо Цюмин (кит. 左丘明) (556—451 до н. э.) — упомянутый в «Лунь Юе» современник Конфуция, житель царства Лу, иногда, без достаточных оснований, считается автором Цзо-чжуань и Го юй.
- Цзо Цзунтан (кит. 左宗棠, Zuǒ Zōngtáng) по прозванию Цзигао (季高, 1812—1885) — китайский военный и политический деятель времён династии Цин.
- Цзо Цюань (1905—1942) — китайский коммунист, генерал, участник войны с Японией.
- Цзо, Чжень Гуань или Виктор Цзо (род. 1945) — советский и российский композитор с китайскими этническими корнями, Заслуженный деятель искусств РФ.